# Лесной (Сенгилеевский район)
Лесной — посёлок в Сенгилеевском районе Ульяновской области. Входит в состав муниципального образования Новослободское сельское поселение.

## История
В 2005 г. постановлением Правительства РФ поселок Сенгилеевского дома инвалидов переименован в Лесной.

## Население
| 2010 |
| ---- |
| 258  |